# Makróvírus
A makróvírus a számítógépes vírusok egyik csoportja. Számuk évről évre nő. Ezek többnyire olyan szövegszerkesztők által létrehozott dokumentumokkal terjednek, amelyek rendelkeznek programozási lehetőséggel, makronyelvvel. Egy komplex makronyelvvel nagyon sok mindent meg lehet valósítani, s több víruskészítő is használja ezt. A makrovírusok többsége nem végez egész rendszerre kiterjedő rombolást, de vannak olyanok, amelyek letörlik a dokumentumokat a merevlemezről, vagy a dokumentumokhoz jelszavas védelmet rendelnek, amelyek ez által megnyithatatlanná válnak. Egyik ritka példánya a merevlemezt próbálja megformázni. Makrovírusokat nemcsak a szövegszerkesztővel készített dokumentumok tartalmazhatnak. Léteznek táblázatkezelő dokumentummal terjedők is, de ezek száma jóval kisebb az előzőeknél. A makrózási lehetőséggel ellátott programok menüje általában tartalmaz egy Makro parancsot. Ezen a ponton a vírust meg lehet semmisíteni azáltal, hogy letöröljük azt. Természetesen ezt a vírus készítői is tudják, ezért általában ezt a parancsot eltüntetik a menüből. Így egyik figyelmeztető jel lehet a vírus jelenlétére az, ha ez a parancs hiányzik a menüből.